# Nexø
Nexø è un centro abitato situato sull'isola danese di Bornholm, nel lato a sudest, nel mar Baltico. Ha una popolazione di 3 655 abitanti (2024) ed è la seconda località dell'isola in termini di popolazione.
Il centro abitato è situato sulla costa orientale dell'isola al riparo dai venti occidentali. Il centro cittadino si sviluppa intorno al porto.
Fino al 2003 Nexø costituiva una municipalità autonoma, attualmente fa parte del comune regionale di Bornholm.

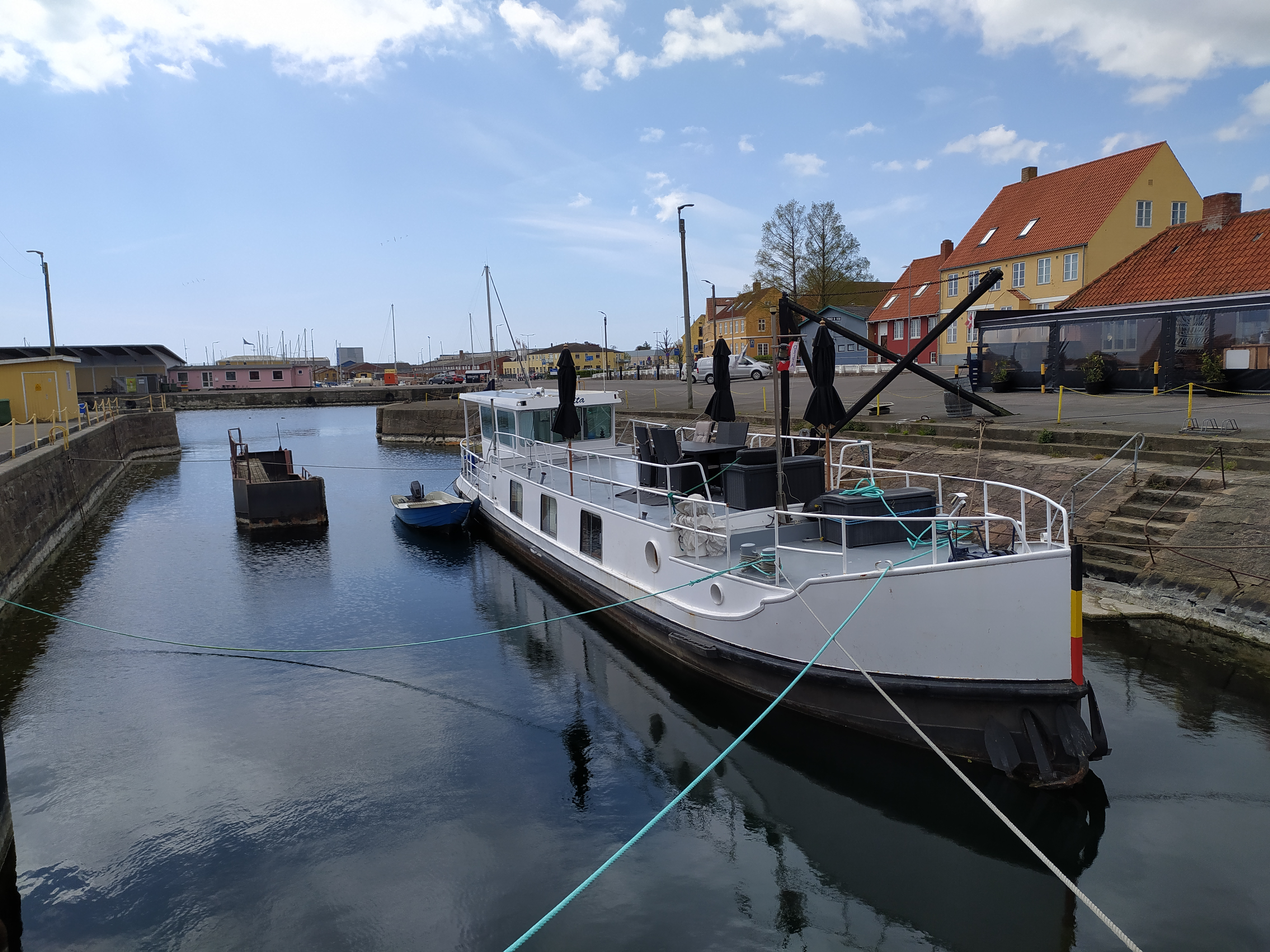
Veduta porto di Nexø